# 에릭 포너

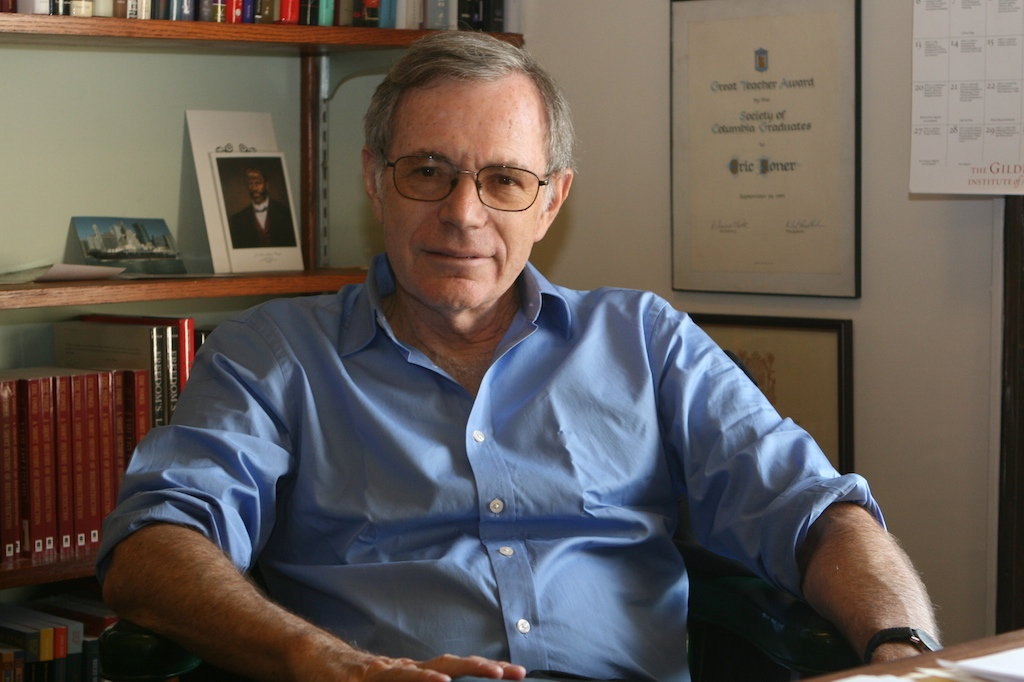

에릭 포너(Eric Foner, 1943년 2월 7일 ~ )는 미국의 역사학자이다.

## 업적
그는 1982년부터 컬럼비아 대학교의 역사학 교수로, 정치 역사, 자유의 역사, 초기 미국 공화당의 역사, 아프리카계 미국인 전기, 미국의 재건 시대, 역사학 등 광범위한 분야에 대해 저술하였다. 포너는 후기 미국 남북 전쟁과 미국의 재건 시대 역사 분야에서 가장 뛰어난 역사가로 평가받는다. 2011년 포너의 가장 최근 저서인 〈맹렬한 시험: 에이브러햄 링컨과 미국의 노예제〉(The Fiery Trial: Abraham Lincoln and American Slavery)는 퓰리처상, 링컨상, 밴크로프트상 수상작으로 선정되었다. 포너는 1989년 그의 저서 〈재건〉(Reconstruction)으로 밴크로프트상을 수상했다.
2000년 포너는 미국 역사 학회의 회장으로 선출되었다.

## 생애
포너는 스페인 내전 기간 동안 파시즘에 저항했던 스페인 공화국을 적극 지원하고, 아프리카계 미국인을 위한 시민권 운동을 펼쳤던 고등학교 교사이자 역사학자인 잭 D. 포너의 아들로 뉴욕에서 태어났다.
포너는 1963년 컬럼비아 대학교를 최우등 졸업하여 학사 학위를 받았고, 1965년 영국 옥스퍼드 대학교에서 두 번째 학사 학위를 받았다. 1969년 컬럼비아 대학교에서 리처드 호프스태터 교수의 지도 하에 박사 학위를 받았다.
포너는 이전에 영화 각본가인 나오미 포너와 이혼하였다. 이후 바너드 대학교 교수인 린 개러폴라와 결혼하여, 두 사람 사이에는 딸이 한 명 있다.
에릭 포너는 현재는 고인이 된 마르크스주의 역사가인 필립 S. 포너의 조카이다.

## 추가 문헌
- Diggins, John Patrick. "Fate and freedom in history: the two worlds of Eric Foner," The National Interest, Fall, 2002 Issue 69, pp 79-90 online
- Snowman, Daniel, "Eric Foner", History Today  Volume 50, Issue 1, January 2000, pp. 26–27 .